# Sparassodonta
Ordre
Sparassodonta (Sparassodontes en français) est un taxon fossile de mammifères et un taxon frère des marsupiaux, formant avec ces derniers le taxon supérieur appelé « métathériens ». 

## Présentation
Les fossiles ont été découverts en Amérique du Sud, dont certains dans la province de Santa Cruz en Patagonie.
Les Sparassodontes sud-américains sont des carnivores assez homologues aux mammifères placentaires Carnivora qui vivaient alors sur le continent à origine de l'Afrique : c'est un exemple réputé de convergence évolutive. 

## Classification
Ce taxon est décrit 1894 par le paléontologue argentin Florentino Ameghino (1853-1911). Il inclut les groupes suivants :
- †Order Sparassodonta[3]
  -     - †Genus Pseudonotictis
    - †Genus Sallacyon

  - †Family Mayulestidae
    - †Genus Mayulestes
      - †Mayulestes ferox

    - †Genus Allqokirus
      - †Allqokirus australis

  - †Family Hathliacynidae
    - †Genus Patene
      - †Patene simpsoni
      - †Patene coluapiensis

    - †Genus Palaeocladosictis
      - †Palaeocladosictis mosei

    - †Genus Procladosictis
    - †Genus Pseudocladosictis
    - †Genus Notogale
    - †Genus Cladosictis
      - †Cladosictis lustratus

    - †Genus Sipalocyon
    - †Genus Thylacodictis
    - †Genus Agustylus
    - †Genus Ictioborus
    - †Genus Amphithereutes
    - †Genus Parathereutes
    - †Genus Chasicostylus
    - †Genus Notictis
      - †Notictis ortizi

    - †Genus Notocynus
    - †Genus Borhyaenidium

  - †Family Borhyaenidae
    - †Genus Nemolestes
      - †Nemolestes spalacotherinus

    - †Genus Argyrolestes
    - †Genus Angelocabrerus
    - †Genus Pharsophorus
    - †Genus Borhyaena
      - †Borhyaena tuberata
      - †Borhyaena macrodonta

    - †Genus Pseudoborhyaena
    - †Genus Acrocyon
    - †Genus Conodonictis
    - †Genus Eutemnodus
    - †Genus Parahyaenodon

  - †Family Proborhyaenidae
    - †Genus Arminiheringia
      - †Arminiheringia acueta

    - †Genus Paraborhyaena
    - †Genus Proborhyaena
      - †Proborhyaena gigantea

  - †Family Prothylacinidae
    - †Genus Pseudothylacinus
    - †Genus Prothylacynus
      - †Prothylacynus patagonicus

    - †Genus Lycopsis
      - †Lycopsis longirostris

    - †Genus Stylocynus
      - †Stylocynus paranensis

    - †Genus Pseudolycopsis

  - †Family Thylacosmilidae
    - †Genus Achlysictis
      - †Achlysictis acutidens
      - †Achlysictis lelongi
      - †Achlysictis propampina
      - †Achlysictis purgens

    - †Genus Amphiproviverra
      - †Amphiproviverra manzaniana

    - †Genus Hyaenodontops
      - †Hyaenodontops chapalmalensis

    - †Genus Notosmilus
      - †Notosmilus pattersoni

    - †Genus Thylacosmilus
      - †Thylacosmilus atrox
      - †Thylacosmilus lentis